# Varna (Italia)
Varna (en alemán Vahrn) es una localidad y comune italiana de la provincia de Bolzano, región de Trentino-Alto Adigio, con 4.182 habitantes. Se encuentra cerca de la ciudad de Bressanone, en la embocadura del Valle de Scaleres (Schalderer Tal).

## Evolución demográfica
| Gráfica de evolución demográfica de Varna entre 1861 y 2001 |
|                                                             |
| Fuente ISTAT - elaboración gráfica de Wikipedia             |